# John Daniel Hertz

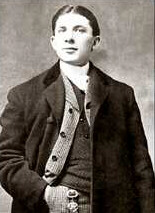
John Hertz, 1899

John Daniel Hertz (* 10. April 1879 in Ruttek, Slowakei; † 8. Oktober 1961 in Chicago, Illinois) war ein US-amerikanischer Geschäftsmann, Eigner von Rennpferden und Philanthrop.

## Biographie
Geboren wurde John Hertz als Sandor Herz im Dorf Ruttek (Österreich-Ungarn), das heute zur Slowakei gehört. Er wanderte im Alter von 5 Jahren mit seinen Eltern in die USA aus.
In jungen Jahren war Hertz Amateurboxer und kämpfte unter dem Namen „Dan Donnelly“. Er gewann Amateurwettbewerbe der Chicago Athletic Association, kämpfte später unter seinem richtigen Namen und wurde Manager von Benny Yanger.

## Berufsleben
Hertz’ erste Anstellung war der Verkauf von Zeitungen; dann wurde er Reporter bei den Chicago Morning News. Als die Zeitung, die dann Chicago Record hieß, mit einer anderen Zeitung fusionierte, verlor er seine Arbeitsstelle. Obwohl er keinen Führerschein hatte, fand er auf Empfehlung eines Freundes 1904 eine Anstellung als Autoverkäufer. Er hatte die Idee, eine Taxigesellschaft zu gründen, die Fahrgäste für geringe Fahrpreise befördern sollte, sodass sich auch der einfache Mann diesen Service leisten konnte. 1907 hatte er bereits eine Flotte von sieben Autos, die er als Taxis einsetzte.
1915 gründete er die Yellow Cab Company in Chicago, um Personentransport für niedrige Fahrpreise anzubieten. Im frühen 20. Jahrhundert gab es Chauffeurdienste nur für den wohlhabenden Teil der Gesellschaft und Hertz dachte, es gebe ein großes Potenzial für jemanden, der solche Dienste billiger anbiete. Seine leicht zu erkennenden gelben Taxis wurden beliebt und er fand bald in den gesamten USA Lizenznehmer. 1924 erweiterte er seine Geschäfte auf die Autovermietung, indem er Walter L. Jacobs dessen bestehendes Vermietungsunternehmen abkaufte und nannte diesen Bereich „Hertz Drive-Ur-Self System“. 1926 verkaufte er beide Geschäftsbereiche an GM und blieb in diesem Unternehmen als einer der Direktoren. Im Laufe der Jahrzehnte entwickelte sich das Unternehmen zum weltweit größten Mietwagen-Konzern „The Hertz Corporation“.
John Hertz heiratete Fannie Kesner aus Chicago und hatte mit ihr drei Kinder: Leona Jane, John Jr. und Helen. John Jr. wurde Werbefachmann und war 1942–1944 mit dem Filmstar Myrna Loy verheiratet.
1933 verkaufte Robert Lehman Hertz einen Minderheitsanteil an der Investmentbank Lehman Brothers in New York City und Hertz blieb bis zu seinem Tode Anteilseigner. 1938 wollte Hertz die Fluggesellschaft Eastern Air Lines von GM kaufen, aber der Geschäftsführer der Fluggesellschaft, Eddie V. Rickenbacker trieb die notwendigen Gelder auf, um das Unternehmen selbst zu kaufen, bevor Hertz dies tun konnte.

## Rennpferdezucht
In den frühen Jahren seiner Tätigkeit in Chicago gehörte Hertz eine Farm bei Cary (Illinois). In den 1930er-Jahren kaufte er ein Grundstück in Woodland Hills (Los Angeles) im San Fernando Valley, wo er Vollblutrennpferde züchtete. Er kaufte Stoner Creek Stud bei Paris (Kentucky) für Zucht und Training zweier seiner Pferde, Reigh Count und Count Fleet, mit denen er das Kentucky Derby gewann.

## Stiftung
Während des Kalten Krieges errichtete Hertz die Hertz Foundation, die militärische Forschung unterstützen sollte. Sein Freund Edward Teller überredete ihn aber, seine Stiftung die Lehre in angewandter Forschung unterstützen zu lassen. Das Programm der Hertz Foundation wird hauptsächlich von den Wissenschaftlern des Lawrence Livermore National Laboratory verwaltet, die mit der Entwicklung von Abwehrprogrammen gegen Kernwaffen und Boden-Boden-Raketen verbunden sind. Für seine erheblichen Verdienste um die Sicherheit der Vereinigten Staaten erhielt Hertz 1958 den höchsten zivilen Orden des US-Verteidigungsministeriums.
1924 spendete Hertz der Stadt Chicago 34.000 US-$ zur Errichtung der ersten Verkehrsampel an der Michigan Avenue.
Hertz starb 1961 und ist zusammen mit seiner Frau auf dem Rosehill Cemetery in Chicago begraben.